# 2016 par pays en Amérique

## Continent américain
- Épidémie de fièvre Zika.
- Août : l'ouragan Earl frappe l'Amérique centrale et le sud du Mexique.
- Octobre : l'ouragan Matthew frappe plusieurs pays et fait plus de 1 000 morts.
- 24 et 25 novembre : l'ouragan Otto frappe l'Amérique centrale, du Panama au Costa Rica.

## Bolivie
- 21 février : référendum constitutionnel, le « non » obtient 51,33 % des voix.

## Brésil
- 13 mars : manifestations antigouvernementales de grande ampleur.
- 17 avril : les députés brésiliens votent la destitution de Dilma Rousseff[1].
- 12 mai les sénateurs brésiliens votent à une forte majorité la suspension provisoire des fonctions de Dilma Roussef[2] ; Michel Temer devient président par intérim.
- 5 août au 21 août : Jeux olympiques d'été de 2016 à Rio de Janeiro.
- 31 août : au terme de la procédure de destitution de Dilma Rousseff, celle-ci est destituée ; le vice-président Michel Temer lui succède, Dilma Rousseff fait appel le lendemain de la décision auprès de la cour suprême[3].
- 7 au 18 septembre : Jeux paralympiques d'été à Rio de Janeiro.
- 20 septembre : l'ancien Président de la République Lula da Silva est inculpé pour corruption et blanchiment d'argent par le juge Sergio Moro.
- 2 octobre : le Parti des Travailleurs, Parti de l'ancien Président Lula subit une débâcle au premier tour des élections municipales[4].

## Cuba
- 20 au 22 mars : visite historique de Barack Obama, c'est la première visite officielle d'un président américain depuis 88 ans[5].
- 25 novembre : mort de Fidel Castro.

## République dominicaine
- 15 mai : élections législatives et élection présidentielle, Danilo Medina est réélu.

## Équateur
- 16 avril : un séisme de magnitude 7,8 frappe les provinces de Manabí et d'Esmeraldas entraînant la mort d'au moins 350 personnes[6].

## Grenade
- 24 novembre : référendum constitutionnel (en), les sept propositions sont rejetées.

## Guatemala
- 14 janvier : Jimmy Morales entre en fonction en tant que président de la République.

## Haïti
- 13 et 14 février : élection du président provisoire.
- 4 octobre : l'ouragan Matthew passe sur les Antilles et cause la mort de plus de 900 personnes.
- 20 novembre : élection présidentielle et élections sénatoriales (1er tour).

## Jamaïque
- 25 février : élections législatives remportées par le Parti travailliste de Jamaïque.

## Mexique
- 2 janvier : Gisela Mota Ocampo, maire de Temixco, est assassinée par un groupe armé le lendemain de sa prise de fonctions.
- 8 janvier : le narcotrafiquant Joaquín Guzmán, dit El Chapo, est arrêté par les forces de l'ordre mexicaines six mois après son évasion de la prison fédérale dite de l'Altiplano. L'annonce de l'arrestation est faite par le président Enrique Peña Nieto.
- 7 septembre : démission de Luis Videgaray, ministre des Finances promoteur de la visite très controversée de Donald Trump, candidat républicain à la Présidence des États-Unis.
- 20 décembre : une explosion dans un marché de feux d’artifice à Tultepec fait 36 morts[7].

## Nicaragua
- 6 novembre : élections générales, le président Daniel Ortega est réélu.

## Panama
- 3 avril : début de l'affaire des Panama Papers.
- 26 juin : inauguration des travaux d'élargissement du canal de Panama.

## Pérou
- 10 avril et 5 juin : élections générales, Pedro Pablo Kuczynski est élu président.

## Venezuela
- En avril 2016, le parti d'opposition MUD dépose une pétition de 2 millions de signatures en faveur d'un référendum pour révoquer le président actuel Nicolas Maduro[8].
- Le 1er septembre 2016, une importante manifestation rassemble près d'un million de personnes à Caracas pour protester contre la politique de Nicolas Maduro et les années de pénurie dans le pays, aucun blessé grave n'est à déplorer[9].